# Symmachia irata
Symmachia irata är en fjärilsart som beskrevs av Butler 1869. Symmachia irata ingår i släktet Symmachia och familjen Riodinidae. Inga underarter finns listade i Catalogue of Life.